# Mamma Mia! Here We Go Again
Mamma Mia! Here We Go Again is een Brits-Amerikaanse muzikale film uit 2018, geschreven en geregisseerd door Ol Parker, met Amanda Seyfried in de hoofdrol. De film is het vervolg op de film Mamma Mia! uit 2008. De film verscheen op de tiende verjaardag van zijn voorganger.

## Verhaal
Vijf jaar na de gebeurtenissen uit de eerste film treffen we Sophie aan op het Griekse eiland Kalokairi. Het hotel wordt feestelijk heropend nadat het een jaar eerder wegens het overlijden van haar moeder Donna was gesloten. Ze heeft Donna's hartsvriendinnen Rosie en Tanya en haar drie mogelijke vaders Sam, Bill en Harry uitgenodigd, maar niet haar grootmoeder Ruby, de moeder van Donna, omdat die Donna in de steek heeft gelaten toen die zwanger van haar was. Sky belt dat hij een goede baan heeft gevonden in het buitenland. Als ze bij elkaar willen blijven moet hij hiervan af zien of moet Sophie afzien van het runnen van het hotel. 
Door een storm is er schade en dreigt er niemand te komen, maar het komt allemaal goed. Ook Ruby komt, hoewel ze niet uitgenodigd is. Na de eerste verbazing is ze alsnog welkom.
Sky komt ook terug en Sophie ontdekt dat ze zwanger is.
Negen maanden later is de baby geboren, het is een jongen genaamd Donny (vernoemd naar Donna) en komt iedereen weer bij elkaar voor zijn doop. De geest van Donna verschijnt ook.
Tussendoor worden in flashbacks de ontmoetingen van de jonge Donna met haar drie minnaars getoond.

## Rolverdeling
| Acteur              | Personage            | Opmerkingen  |
| ------------------- | -------------------- | ------------ |
| Amanda Seyfried     | Sophie               |              |
| Andy Garcia         | Fernando Cienfuegos  |              |
| Celia Imrie         | Vice Chancellor      |              |
| Lily James          | Jonge Donna          |              |
| Alexa Davies        | Jonge Rosie          |              |
| Jessica Keenan Wynn | Jonge Tanya          |              |
| Dominic Cooper      | Sky                  |              |
| Julie Walters       | Rosie                |              |
| Christine Baranski  | Tanya                |              |
| Hugh Skinner        | Jonge Harry          |              |
| Pierce Brosnan      | Sam                  |              |
| Omid Djalili        | Greek Official       |              |
| Josh Dylan          | Jonge Bill           |              |
| Gerard Monaco       | Alexio               |              |
| Anna Antoniades     | Apollonia            |              |
| Jeremy Irvine       | Jonge Sam            |              |
| Panos Mouzourakis   | Lazaros              |              |
| Maria Vacratsis     | Sofia                |              |
| Naoko Mori          | Yumiko               |              |
| Togo Igawa          | Mr. Tatyama          |              |
| Colin Firth         | Harry                |              |
| Anastasia Hille     | Dr. Inge Horvath     |              |
| Stellan Skarsgård   | Bill / Kurt          |              |
| Susanne Barklund    | Alma                 |              |
| Cher                | Ruby Sheridan        | Moeder Donna |
| Jonathan Goldsmith  | Brother Cienfuegos   |              |
| Meryl Streep        | Donna                |              |
| Benny Andersson     | Cafe Pianist         | cameo        |
| Björn Ulvaeus       | University Professor | cameo        |

## Filmmuziek
1. "When I Kissed The Teacher" - Lily James, Jessica Keenan Wynn, Alexa Davies & Celia Imrie
2. "I Wonder (Departure)" - Lily James, Jessica Keenan Wynn & Alexa Davies $
3. "One of Us" - Amanda Seyfried & Dominic Cooper
4. "Waterloo" - Hugh Skinner & Lily James
5. "Why Did It Have To Be Me?" - Josh Dylan, Lily James & Hugh Skinner
6. "I Have a Dream" - Lily James
7. "Kisses Of Fire" - Panos Mouzourakis, Jessica Keenan Wynn & Alexa Davies
8. "Andante, Andante" - Lily James
9. "The Name Of The Game" - Lily James
10. "Knowing Me, Knowing You" - Jeremy Irvine, Lily James, Pierce Brosnan & Amanda Seyfried
11. "Mamma Mia" - Lily James, Jessica Keenan Wynn & Alexa Davies
12. "Angeleyes" - Julie Walters, Christine Baranski & Amanda Seyfried
13. "Dancing Queen" - Pierce Brosnan, Christine Baranski, Julie Walters, Colin Firth, Stellan Skarsgård, Dominic Cooper & Amanda Seyfried
14. "I've Been Waiting For You" - Amanda Seyfried, Christine Baranski & Julie Walters
15. "Fernando" - Cher & Andy Garcia
16. "My Love, My Life" - Lily James, Meryl Streep & Amanda Seyfried
17. "Super Trouper" - Hele Cast
18. "The Day Before You Came" - Meryl Streep $

$ = komt niet in de film voor.

## Productie
Na het financieel succes van de film Mamma Mia! had David Linde, medevoorzitter van Universal Pictures al aangekondigd dat een vervolg wel nog even op zich ging laten wachten maar dat die er zeker zou komen omdat er nog voldoende ABBA-nummers waren om te gebruiken.
De filmopnamen gingen van start op 12 augustus 2017 in Kroatië op het eiland Vis. In oktober 2017 werd er verder gefilmd in de Shepperton Studios in Surrey, Engeland, waar zang- en dansnummers werden opgenomen met Cher. De filmopnamen eindigden op 2 december 2017. De film kwam uit in juli 2018.
Veel acteurs van de eerste film speelden weer mee, waaronder Pierce Brosnan, Amanda Seyfried, Stellan Skarsgard en Colin Firth, en in beperkte mate Meryl Streep, maar ook nieuwe acteurs die de jongere versies van Donna, haar twee vriendinnen en haar drie minnaars spelen. Ook Benny Andersson en Björn Ulvaeus, voormalige leden van ABBA, waren als uitvoerende producers weer van de partij om muziek en songteksten te leveren. Beide heren zijn ook te zien in de film, respectievelijk als pianist in "Waterloo" en professor in "When I kissed the teacher".